# John Dominic Crossan

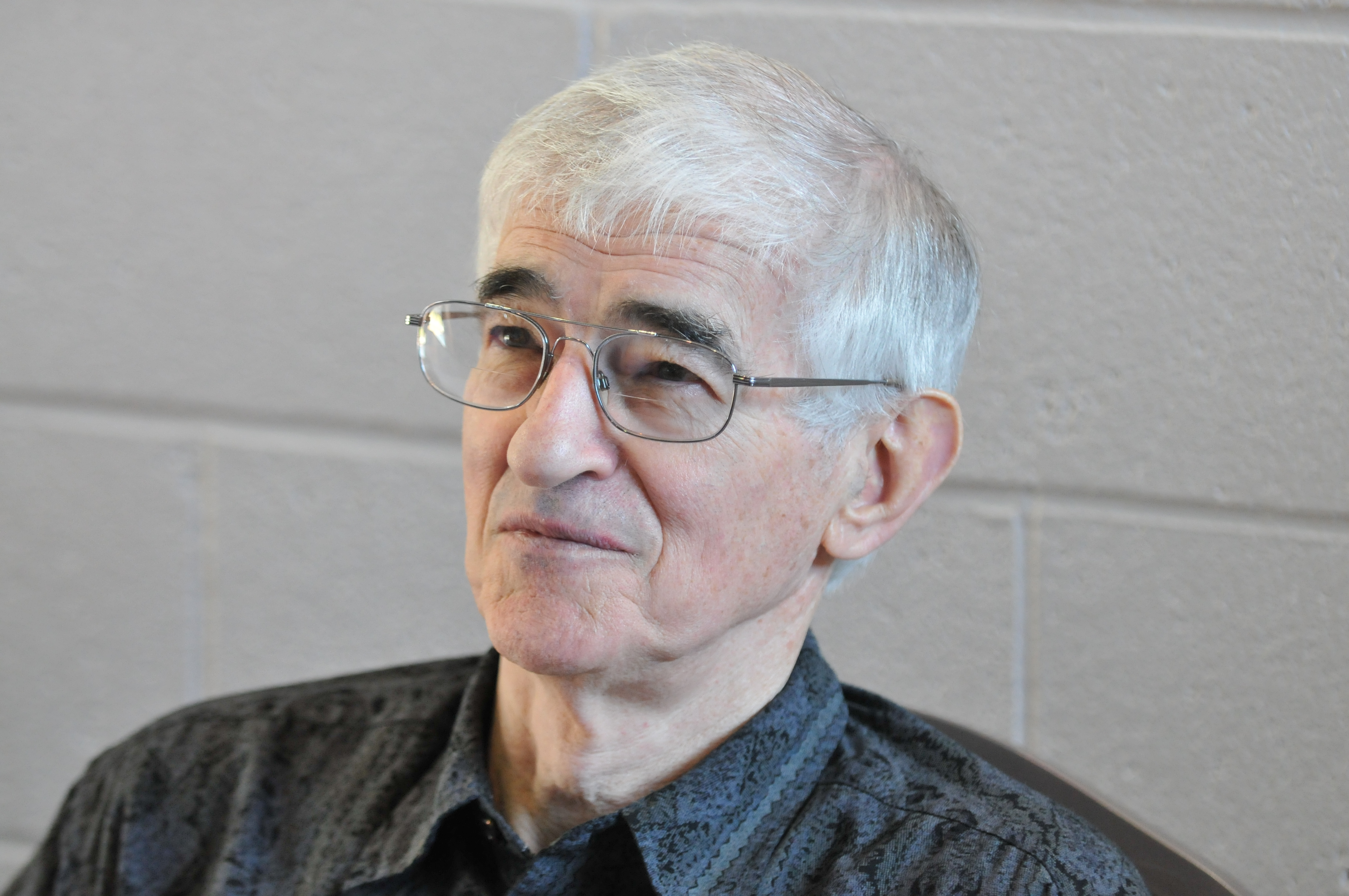
Fotografie während einer Vorlesung von John Dominic Crossan, an der Bellarmine University.

John Dominic Crossan (* 17. Februar 1934 in Nenagh) ist ein irisch-US-amerikanischer Neutestamentler, Historiker des frühen Christentums und ehemaliger römisch-katholischer Priester. Er war ein prominentes Mitglied des Jesus-Seminars und ist emeritierter Professor an der DePaul University. Seine Forschungsschwerpunkte sind der historische Jesus, die Theologie der nicht-kanonischen Evangelien und die Anwendung postmoderner hermeneutischer Ansätze auf die Bibel.

## Leben und Wirken
Crossan kam in Irland, County Tipperary, als Sohn eines Bankangestellten, John Crossan und seiner Ehefrau Margaret Crossan, geborene McNamara zur Welt. Crossan war im irischen Landleben verwurzelt, das er durch häufige Besuche bei seinen Großeltern väterlicherseits kennenlernte. Nach seinem Abschluss am St. Eunan's College, einem Internat, im Jahr 1950 trat Crossan den Serviten, einem katholischen Orden bei und zog in die Vereinigten Staaten. Er besuchte das Stonebridge Seminary in Lake Bluff, Illinois, wo er im Jahre 1957 zum Priester geweiht wurde.
Crossan kehrte nach Irland zurück, um 1959 am St. Patrick’s College in Maynooth, dem irischen Nationalseminar, seinen Doktortitel in Theologie zu erlangen. Anschließend absolvierte er zwei weitere Jahre ein Studium der biblischen Sprachen am Päpstlichen Bibelinstitut in Rom. Während seines Studiums an der École biblique et archéologique française de Jérusalem im jordanischen Ostjerusalem bereiste er 1965 mehrere Länder der Region und floh nur wenige Tage vor Ausbruch des Sechstagekriegs 1967.
Nach einem Jahr am St. Mary of the Lake Seminary in Mundelein, Illinois und einem Jahr an der Catholic Theological Union in Chicago entschied sich Crossan sein Priesteramt niederzulegen. Im Herbst 1969 wechselte er an die DePaul University, wo er 26 Jahre lang Vergleichende Religionswissenschaft für Studenten lehrte, bis er 1995 in den Ruhestand ging.
Schon im Sommer 1969 hatte Crossan Margaret Dagenais (1922–1983), eine Professorin an der Loyola University Chicago geheiratet. Sie starb 1983 an den Folgen eines Herzinfarktes. Im Jahre 1986 heiratete Crossan erneut, Sarah Sexton, eine Sozialarbeiterin mit zwei erwachsenen Kindern. Seit seinem Ausscheiden aus der akademischen Laufbahn schreibt und lehrt Crossan weiterhin.
Zusammen mit Robert W. Funk war Crossan in den ersten zehn Jahren Co-Vorsitzender des Jesus-Seminars, einer Gruppe von Akademikern, die sich mit dem historischen Jesus befassen. Von 1978 bis 1979 war Crossan außerdem Präsident der Chicago Society of Biblical Research und 2012 Präsident der Society of Biblical Literature.
Crossan lebt derzeit im Bundesstaat Florida.

## Theologische Positionen
Crossans Werk und seine Thesen werden in der akademischen, theologischen Forschung kontrovers diskutiert. So versteht er die Vorstellung von der „Wiederkunft Christi“ als eine spätere theologische Umdeutung, die nicht auf der ursprünglichen Botschaft Jesu beruhe. Auch Jesu Göttlichkeit interpretiert Crossan nicht wörtlich, sondern metaphorisch – als Ausdruck seiner einzigartigen Bedeutung innerhalb der frühen Jesusbewegung. Statt der im Neuen Testament betonten Eschatologie rückt Crossan den historischen Kontext Jesu sowie das unmittelbare Umfeld seiner Anhänger nach seinem Tod in den Mittelpunkt.
Crossan sieht in Jesu Heilungen und Tischgemeinschaften zentrale Ausdrucksformen seiner Botschaft. Sie standen für Heil, Teilhabe und die bewusste Aufhebung gesellschaftlicher Ausgrenzung – ein gelebtes Gegenmodell zur sozialen Ordnung seiner Zeit. Dieser negiert damit die sozialen Hierarchien der jüdischen Kultur und insbesondere des Römischen Reiches.
Die „weisheitlich-kynische Widerstandslehre“ spielt bei Crossan ist eine zentrale Rolle in seiner Deutung des historischen Jesus. Dieser Begriff beschreibt Crossans Sichtweise, dass Jesus in der Tradition sowohl der alttestamentlichen Weisheitsliteratur als auch der kynischen Philosophie stand und eine radikale, gewaltlose Form des Widerstands gegen soziale und religiöse Ungerechtigkeit praktizierte haben soll.
Crossan und Burton Mack vertreten eine nicht-eschatologische Sichtweise auf Jesus von Nazareth, eine Sichtweise, die der verbreiteteren Ansicht widerspricht, Jesus sei ein apokalyptischer Prediger gewesen.
Damit gehört er zu den bekanntesten Vertretern der historisch-kritischen Jesusforschung. Im Zentrum seiner Forschung steht die Rekonstruktion des historischen Jesus, losgelöst von den theologischen Deutungen der biblischen Texte. Ausgehend von der historisch-kritischen Exegese versucht Crossan, die biblischen Texte auf ihren historischen Kern hin zu untersuchen. Dabei trennt er deutlich zwischen dem „Jesus der Geschichte“ und dem „Christus des Glaubens“, also zwischen der realen historischen Person und der theologisch interpretierten Gestalt der kirchlichen Überlieferung.
Crossan rekonstruiert Jesus als einen „jüdischen Wanderprediger“ und „Weisheitslehrer“, der sich radikal für soziale Gerechtigkeit, Inklusion und die Überwindung gesellschaftlicher Schranken einsetzte. Die Reich-Gottes-Botschaft versteht er nicht als Ankündigung eines jenseitigen Himmelsreiches, sondern als Vision einer gerechteren Gesellschaft im Hier und Jetzt. Dieser Jesus von Nazareth verkündete nach Crossan eine Botschaft, die soziale und religiöse Grenzen herausforderte – ein Umstand, der womöglich zu seiner Verurteilung beigetragen hat.
Im Rahmen seiner exegetischen Arbeit bezieht Crossan neben den synoptischen Evangelien auch außerkanonische Schriften wie das Thomasevangelium ein, denen er teilweise sogar einen älteren und ursprünglicheren Charakter zuschreibt. Wunderberichte und die Auferstehung interpretiert er nicht wörtlich, sondern als symbolische Ausdrucksformen des Glaubens der frühen Gemeinde. Die leibliche Auferstehung lehnt er ab und sieht stattdessen in der Auferstehung eine kollektive Erfahrung der Jesus-Anhänger, die seine Botschaft weitergetragen haben.
Insgesamt steht Crossan für eine konsequent historisch-kritische und sozialgeschichtlich orientierte Auslegung der biblischen Texte. Sein Jesusbild stellt eine bewusste Alternative zur traditionellen Christologie dar und fordert die Kirche heraus, sich kritisch mit ihren Ursprüngen auseinanderzusetzen.

## Werke (Auswahl)
- Finding Is the First Act: Trove Folktales and Jesus' Treasure Parable. Scholars Press, 1979, ISBN 978-0-685-11653-1.
- Cliffs of Fall: Paradox and Polyvalence in the Parables of Jesus.  Seabury Press, New York 1980, ISBN 978-0-8164-0113-0.
- A Fragile Craft: The Work of Amos Niven Wilder.  Scholars Press, Chicago 1981, ISBN 978-0-89130-424-1.
- The Dark Interval: Towards a Theology of Story. Argus Communications, Niles, IL 1975, ISBN 978-0-913592-52-6.
- Raid on the Articulate: Comic Eschatology in Jesus and Borges. Harper & Row, New York 1976, ISBN 978-0-06-061607-6.
- Scanning the Sunday Gospel. Bruce Publishing Company, Milwaukee, WI. 1966.
- In Parables: The Challenge of the Historical Jesus.Harper & Row,  New York 1973, ISBN 978-0-06-061606-9.
- In Fragments: The Aphorisms of Jesus. Harper & Row, San Francisco & Cambridge 1983, ISBN 978-0-06-061608-3.
- Four Other Gospels: Shadows on the Contours of Canon. Minneapolis 1985, Winston Press, ISBN 978-0-86683-959-4.
- Sayings Parallels: A Workbook for the Jesus Tradition. Polebridge Press, 1985, ISBN 978-0-944344-19-4.
- The Cross that Spoke: The Origins of the Passion Narrative. Harper & Row, San Francisco, CA. 1988, ISBN 0-06-254843-3.
- The Historical Jesus: The Life of a Mediterranean Jewish Peasant.  Harper San Francisco, San Francisco, CA. 1991, ISBN 0-06-061629-6.
- The Essential Jesus: Original Sayings and Earliest Images. Harper San Francisco, San Francisco, CA. 1994, ISBN 978-0-06-251044-0.
- Jesus: A Revolutionary Biography.  Harper San Francisco, San Francisco, CA 1994, ISBN 978-0-06-061661-8.

- - deutsche Ausgaben
- Der historische Jesus. Beck, München 1994, ISBN 3-406-385141
- Jesus ausgraben. Zwischen den Steinen, hinter den Texten. Patmos Verlag, Düsseldorf 2003, ISBN 978-3-491-77051-5